# Antonio Noriega de Bada
Julián Antonio Noriega de Llerandi más conocido como Antonio Noriega de Bada (Castañera, Arriondas, 7 de marzo de 1769 - Puerta de Palmas, Badajoz, 16 de diciembre de 1808) fue un político asturiano que llegó a ser tesorero real y diputado provincial. 

## Juventud
Su padre era Manuel Francisco de Noriega Pérez de Estrada juez del concejo asturiano de Parres y su madre María Manuela de Llerandi, asistenta en la casa del juez.
Inicia sus estudios elementales en su concejo de nacimiento trasladándose más tarde a Oviedo para estudiar en un colegio religioso.
En 1784 / 1785 se traslada a Madrid siendo acogido por el también asturiano y vecino Antonio de Posada Rubín de Celis sacerdote de la colegiata de San Isidro que llegó a ser arzobispo. En su estancia en la iglesia realiza trabajos de monaguillo consiguiendo una beca de estudios para el antiguo Colegio Imperial de los jesuitas. En esta colegiata ejerce de monaguillo conociendo así al ovetense Francisco Martínez Marina.
En 1789 con veinte años de edad se instala en la casa de Juan Francisco de los Heros y la Herrán, conde de Montarco, al conseguir un puesto de empleo para el conde.

## Carrera política
En 1790 gracias a la amistad con Juan Francisco, gran amigo y aliado de Godoy, es nombrado oficial de la Tesorería Principal de Rentas del Reino, de la del Monte Pío de Reales Oficinas y primer interventor de las Cajas de este organismo. Para la realización de este trabajo se traslada a la casa del duque de La Alcudia.
Cuatro años más tarde, en 1794, se le otorga la Ejecutoria de Hidalguía de la Real Chancillería de Valladolid y en octubre es admitido en la Lista de Hijosdalgo de Madrid por mediación de Diego Noriega de Bada.
En 1797 tras el fallecimiento de Santiago Fernández de la Reguera consigue la plaza de diputado en Cortes por Asturias.
Un año más tarde ocupa los cargos de alcalde de la Santa Hermandad, ministro del Tribunal Mayor de la Contaduría de Cuentas y miembro del Consejo de Hacienda. En 1800 es nombrado por Godoy tesorero real cargo que ocupará hasta 1808. En este cargo de máxima confianza empieza a mantener relación con los reyes despachando con estos habitualmente.
En 1801 gracias a los méritos contraídos ingresa en la Orden de Carlos III y para conmemorar encarga a Goya un retrato que se conserva en la National Gallery of Art, Washington D. C..
En 1806 contrae matrimonio con Francisca Vicenta Chollet y Caballero y para celebrarlo encarga a Goya un cuadro de su mujer que se conserva en el Norton Simon Museum de Pasadena.

## Fallecimiento
En marzo de 1808 tras el motín de Aranjuez la casa de Noriega en Madrid es asaltada y se decreta el arresto de Noriega que es encarcelado el 22 de marzo. El 3 de abril se publica la Real orden de procesamiento de varios dirigentes entre los que se encuentra Bada. El 2 de junio, tras el decreto de confiscación de los bienes de los colaboradores con el ejército francés, Noriega es liberado al no estar incluido en la lista. Regresa a su casa y allí junto a Sixto Espinosa e Ibarra realizan y envían a José Bonaparte un informe de la situación financiera del Estado. Tras este informe, el 12 de julio, es de nuevo apresado por un destacamento enviado por la Junta de Extremadura. Una vez detenido es enviado a Badajoz acusado de colaborar con los franceses. El 15 de julio ingresa en prisión 
En agosto el consejo de Castilla lo exculpa de los cargos si bien continúa en prisión. El 24 de octubre escribe una carta al seguir preso para cambiar su situación. 
Tras la reentrada del ejército francés en Madrid y la retirada de las tropas españolas a Sevilla su situación se vuelve más inestable. El 4 de diciembre cae definitivamente Madrid con lo que la situación se vuelve crítica, hecho que se agrava definitivamente ante la llegada de dos presos franceses el 16 de diciembre. La llegada de los presos franceses dispara la crispación creándose un tumulto. Los dos prisioneros franceses son capturados por el pueblo linchándoles. Una vez muertos los prisioneros la gente saca de la prisión a un colaboracionista portugués, al coronel Tiburcio Carcelén y a Antonio Noriega de Bada. Los tres corren la misma suerte siendo los cuerpos arrojados al río Guadiana.
A los cinco meses de estos sucesos Ramón Gómez, Francisco López y Francisco Ciriaco mueren en la horca y Juan Maldonado en el garrote vil acusados todos ellos del asesinato de Antonio Noriega